# Pocillopora setichelli
Pocillopora setichelli là một loài san hô trong họ Pocilloporidae. Loài này được Hoffmeister mô tả khoa học năm 1929.